# Abelina
Abelina und Abeline sind weibliche Vornamen. 
Beide Namen sind weibliche Erweiterungen zu Abel, hebräisch „Hauch“, und kommen auch als Variante von Abele (zu altsächsisch aval für „Kraft“ oder Kurzform von Adelberta) vor. Als Namenstag wird der 9. Dezember gefeiert.

## Namensträgerinnen
- Abeline Elisabeth Hablik-Lindemann (1879–1960), deutsche Kunstgewerblerin, Handwebermeisterin und Bildwirkerin